# Az élet szép
Az élet szép (eredeti cím: La vita è bella) 1997-ben bemutatott olasz filmdráma Roberto Benigni rendezésében. A film címe Lev Davidovics Trockij Mexikóban írt, végrendelet jellegű feljegyzéséből származik.

## Történet
A történet 1939-ben, Toszkánában indul, ahol Guido ügyetlen pincérként dolgozik nagybátyja védőszárnyai alatt. Beleszeret a szépséges Dorába, akinek évekig udvarol elképesztő ötletességgel. Miután összeházasodnak, Guido könyvesboltot nyit, és megszületik gyermekük, Giosuè. Mikor a fasiszták Olaszországban hatalomra jutnak, sorsuk nehézzé válik, innentől kezdve sok erkölcstelenséggel kell szembenézniük. A körülményeket Guido humorával igyekszik elviselhetőbbé tenni. Mikor apát és fiát deportálják, Dora önként utánuk indul. A táborban Guido, hogy kisfia lelkét megvédje a háború és a halál borzalmaitól, kínjában kitalálja, hogy az egész csak jól megszervezett játék, melynek  győztese nyer egy tankot. Guido végül eléri célját, a fia megmenekül, és a film végén újra találkozhat anyjával.

## Szereposztás
| Szerep                        | Színész             | Magyar hangja    |
| ----------------------------- | ------------------- | ---------------- |
| Guido Orefice                 | Roberto Benigni     | Háda János       |
| Dora                          | Nicoletta Braschi   | Pápai Erika      |
| Giosué                        | Giorgio Cantarini   | Czető Zsanett    |
| Elisèo Orefice, nagybácsi     | Giustino Durano     | Rajhona Ádám     |
| Ferruccio Orefice             | Sergio Bustric      | Gyabronka József |
| Dora anyja                    | Marisa Paredes      | Császár Angela   |
| Doktor Lessing                | Horst Buchholz      | Végvári Tamás    |
| Guicciardini                  | Lydia Alfonsi       | N/A              |
| Iskolaigazgatónő              | Giuliana Lojodice   | Tímár Éva        |
| Rodolfo                       | Amerigo Fontani     | Csankó Zoltán    |
| Bartolomeo                    | Pietro De silvia    | Orosz István     |
| Vittorino                     | Francesco Guzzo     | Galbenisz Tomasz |
| Elena                         | Raffaella Lebboroni | N/A              |
| Rodolfo barátja               | Claudio Alfonsi     | N/A              |
| Prefektus                     | Gil Baroni          | Pataki Imre      |
| Tanfelügyelő                  | Franco Mescolini    | Kránitz Lajos    |
| Kárpitos                      | Andrea Nardi        | Verebély Iván    |
| Bruno                         | Antonio Prester     | Bicskey Lukács   |
| Városházi titkárnő            | Giovanna Villa      | Spilák Klára     |
| Giosué felnőttként (Narrátor) | Omero Antonutti     | Viczián Ottó     |

## Érdekességek
- Guido feleségét, Dorát Roberto Benigni tényleges felesége, Nicoletta Braschi játssza.
- Guido (Benigni) táborbeli azonosító száma azonos Charlie Chaplin számával, melyet a A diktátor című 1940-es filmben viselt.
- A filmtörténetben ez volt a második eset, amikor egy személy a saját maga rendezett filmjével megkapta a legjobb főszereplőnek járó Oscar-díjat. A másikat Laurence Olivier kapta az 1948-as Hamlet-filmben nyújtott alakításáért.
- A film II. János Pál pápa kedvence volt.
- A filmben kétszer is felbukkan Jacques Offenbach Hoffmann meséi operettjéből „Barcarola” dallama: először Guido udvarlása alatt az operaházban, másodszor amikor a táborban titokban szeretne a feleségével és társaival kommunikálni.

## Díjak és jelölések
A film három kategóriában érdemelte ki az Oscar-díjat, köztük a legjobb idegen nyelvű filmnek járót. Benigni alkotása további 52 díjat nyert, és 26 jelölésben részesült.
- BAFTA-díj (1999)
  - díj: legjobb férfi főszereplő (Roberto Benigni)
- Cannes-i fesztivál (1998)
  - díj: Nagydíj
- Európai Filmdíj (1998)
  - díj: Legjobb európai film
- César-díj (1999) 
  - díj: legjobb külföldi film
- Oscar-díj (1999)
  - díj: legjobb férfi főszereplő (Roberto Benigni)
  - díj: legjobb idegen nyelvű film
  - díj: legjobb filmzene: Nicola Piovani